# HD 221323
HD 221323，又名CD-4515055，SAO 231642、HR 8929，是一颗恒星，视星等为6.02，位于銀經339.76，銀緯-66.14，其B1900.0坐标为赤經23h 26m 0.9s，赤緯-45° -66.14′ 41″。